# 722 a.C.
Il 722 a.C. (DCCXXII a.C. in numeri romani) è un anno  dell'VIII secolo a.C.

## Eventi
- Gli Assiri conquistano Israele

- Il condottiero caldeo Marduk-apla-iddina II sottrae Babilonia agli Assiri.

- In Cina inizia il periodo delle primavere e degli autunni